# Cocyn-Jurt
Cocyn-Jurt (ros. Цоцин-Юрт) – miejscowość w Rosji, w Czeczenii. Według danych szacunkowych na rok 2010 liczy 18 306 mieszkańców.